# Fageicera
Fageicera es un género de arañas araneomorfas de la familia Ochyroceratidae. Se encuentra en Cuba.

## Lista de especies
Según The World Spider Catalog 14.5:
- Fageicera cubana Dumitrescu & Georgescu, 1992 — Cuba
- Fageicera loma Dumitrescu & Georgescu, 1992 — Cuba
- Fageicera nasuta Dumitrescu & Georgescu, 1992 — Cuba